# Hóa trị
Hóa trị của một nguyên tố được xác định bằng số liên kết hóa học mà một nguyên tử của nguyên tố đó tạo nên trong phân tử. Hóa trị của nguyên tố trong hợp chất ion được gọi là điện hóa trị, có giá trị bằng với điện tích của ion tạo thành từ nguyên tố đó. Hóa trị của nguyên tố trong hợp chất cộng hóa trị được gọi là cộng hóa trị, có giá trị bằng với số liên kết cộng hóa trị mà nguyên tử của nguyên tố đó tạo được với nguyên tử của nguyên tố khác trong hợp chất hóa học.
Những năm gần đây, song song với khái niệm này người ta hay dùng một khái niệm khác gọi là số oxy hóa của nguyên tố. Tuy không có ý nghĩa vật lý cụ thể như hóa trị song nhưng trong khái niệm thì số oxy hóa có nhiều tiện lợi về mặt thực hành (chẳng hạn khi cân bằng phản ứng hóa học).

## Hóa trị cao nhất của các nguyên tố trong hợp chất
Đối với hóa trị của nguyên tố trong hợp chất ion (điện hóa trị), hóa trị dương cao nhất của những nguyên tố s, p nhìn chung bằng đúng số electron lớp ngoài cùng, trừ một vài ngoại lệ như đồng (Cu), bạc (Ag), vàng (Au),... Hóa trị dương cao nhất của những nguyên tố d bằng tổng số electron phân lớp s của lớp sát lớp ngoài cùng và một vài electron của lớp sát ngoài cùng mà nguyên tử có thể nhường ra. Đối với hóa trị của nguyên tố trong hợp chất cộng hóa trị (cộng hóa trị), cần biết chính xác công thức cấu tạo electron của phân tử thì mới xác định đúng hóa trị.
| Nhóm →       | IA           | IIA          | IIIB  | IVB    | VB     | VIB    | VIIB   | VIIIB  | VIIIB  | VIIIB  | IB     | IIB    | IIIA   | IVA    | VA     | VIA    | VIIA   | VIIIA  |  |
| ↓ Chu kỳ     |              |              |       |        |        |        |        |        |        |        |        |        |        |        |        |        |        |        |  |
| 1            | 1 H          |              |       |        |        |        |        |        |        |        |        |        |        |        |        |        |        | 2 He   |  |
| 2            | 3 Li         | 4 Be         |       |        |        |        |        |        |        |        |        |        | 5 B    | 6 C    | 7 N    | 8 O    | 9 F    | 10 Ne  |  |
| 3            | 11 Na        | 12 Mg        |       |        |        |        |        |        |        |        |        |        | 13 Al  | 14 Si  | 15 P   | 16 S   | 17 Cl  | 18 Ar  |  |
| 4            | 19 K         | 20 Ca        | 21 Sc | 22 Ti  | 23 V   | 24 Cr  | 25 Mn  | 26 Fe  | 27 Co  | 28 Ni  | 29 Cu  | 30 Zn  | 31 Ga  | 32 Ge  | 33 As  | 34 Se  | 35 Br  | 36 Kr  |  |
| 5            | 37 Rb        | 38 Sr        | 39 Y  | 40 Zr  | 41 Nb  | 42 Mo  | 43 Tc  | 44 Ru  | 45 Rh  | 46 Pd  | 47 Ag  | 48 Cd  | 49 In  | 50 Sn  | 51 Sb  | 52 Te  | 53 I   | 54 Xe  |  |
| 6            | 55 Cs        | 56 Ba        | *     | 72 Hf  | 73 Ta  | 74 W   | 75 Re  | 76 Os  | 77 Ir  | 78 Pt  | 79 Au  | 80 Hg  | 81 Tl  | 82 Pb  | 83 Bi  | 84 Po  | 85 At  | 86 Rn  |  |
| 7            | 87 Fr        | 88 Ra        | **    | 104 Rf | 105 Db | 106 Sg | 107 Bh | 108 Hs | 109 Mt | 110 Ds | 111 Rg | 112 Cn | 113 Nh | 114 Fl | 115 Mc | 116 Lv | 117 Ts | 118 Og |  |
|              |              |              |       |        |        |        |        |        |        |        |        |        |        |        |        |        |        |        |  |
| * Họ Lantan  | * Họ Lantan  | * Họ Lantan  | 57 La | 58 Ce  | 59 Pr  | 60 Nd  | 61 Pm  | 62 Sm  | 63 Eu  | 64 Gd  | 65 Tb  | 66 Dy  | 67 Ho  | 68 Er  | 69 Tm  | 70 Yb  | 71 Lu  |        |  |
| ** Họ Actini | ** Họ Actini | ** Họ Actini | 89 Ac | 90 Th  | 91 Pa  | 92 U   | 93 Np  | 94 Pu  | 95 Am  | 96 Cm  | 97 Bk  | 98 Cf  | 99 Es  | 100 Fm | 101 Md | 102 No | 103 Lr |        |  |

| Các nhóm cùng gốc trong bảng tuần hoàn |

| Hóa trị cao nhất của một nguyên tố: | 0 | 1 | 2 | 3 | 4 | 5 | 6 | 7 | 8 | Màu trắng: không rõ |

Trạng thái ở nhiệt độ và áp suất tiêu chuẩn
- Màu số nguyên tử đỏ là chất khí ở nhiệt độ và áp suất tiêu chuẩn
- Màu số nguyên tử lục là chất lỏng ở nhiệt độ và áp suất tiêu chuẩn
- Màu số nguyên tử đen là chất rắn ở nhiệt độ và áp suất tiêu chuẩn

Tỷ lệ xuất hiện tự nhiên
- Viền liền: có đồng vị già hơn Trái Đất (chất nguyên thủy)
- Viền gạch gạch: thường sinh ra từ phản ứng phân rã các nguyên tố khác, không có đồng vị già hơn Trái Đất (hiện tượng hóa học)
- Viền chấm chấm: tạo ra trong phòng thí nghiệm (nguyên tố nhân tạo)
- Không có viền: chưa tìm thấy

(Lưu ý: Nitrogen có hóa trị cao nhất là IV theo tài liệu sửa đổi.)

## Bảng hóa trị của các nguyên tố và nhóm nguyên tử
Đây là bảng liệt kê một số hóa trị của các nguyên tố hóa học và một số nhóm nguyên tử thường gặp:
| Số hiệu | Tên nguyên tố | Kí hiệu hoá học | Nguyên tử khối | Hoá trị                    |
| ------- | ------------- | --------------- | -------------- | -------------------------- |
| 1       | Hydro         | H               | 1              | I                          |
| 2       | Heli          | He              | 4              |                            |
| 3       | Lithi         | Li              | 7              | I                          |
| 4       | Beryli        | Be              | 9              | II                         |
| 5       | Bor           | B               | 11             | III                        |
| 6       | Carbon        | C               | 12             | II, IV                     |
| 7       | Nitơ          | N               | 14             | I, II, III, IV, V          |
| 8       | Oxy           | O               | 16             | II                         |
| 9       | Fluor         | F               | 19             | I                          |
| 10      | Neon          | Ne              | 20             |                            |
| 11      | Natri         | Na              | 23             | I                          |
| 12      | Magnesi       | Mg              | 24             | II                         |
| 13      | Nhôm          | Al              | 27             | III                        |
| 14      | Silic         | Si              | 28             | IV                         |
| 15      | Phosphor      | P               | 31             | III, V                     |
| 16      | Lưu huỳnh     | S               | 32             | II, IV, VI                 |
| 17      | Chlor         | Cl              | 35,5           | I, II, III, IV, V, VII     |
| 18      | Argon         | Ar              | 40             |                            |
| 19      | Kali          | K               | 39             | I                          |
| 20      | Calci         | Ca              | 40             | II                         |
| 21      | Scandi        | Sc              | 45             | III                        |
| 22      | Titani        | Ti              | 48             | II, III, IV                |
| 23      | Vanadi        | V               | 51             | II. III, IV, V             |
| 24      | Chromi        | Cr              | 52             | II, III, IV, VI            |
| 25      | Mangan        | Mn              | 55             | II, IV, VII...             |
| 26      | Sắt           | Fe              | 56             | II, III                    |
| 27      | Cobalt        | Co              | 58,9           | II                         |
| 28      | Nickel        | Ni              | 58,7           | II, III, IV                |
| 29      | Đồng          | Cu              | 64             | I, II                      |
| 30      | Kẽm           | Zn              | 65             | II                         |
| 31      | Gali          | Ga              | 70             | III                        |
| 32      | Germani       | Ge              | 73             | II, IV                     |
| 33      | Arsenic       | As              | 75             | III, V                     |
| 34      | Seleni        | Se              | 79             | II, IV, VI                 |
| 35      | Brom          | Br              | 80             | I, II, III, IV, V, VI, VII |
| 36      | Krypton       | Kr              | 84             |                            |
| 37      | Rubidi        | Rb              | 85,5           | I                          |
| 38      | Stronti       | Sr              | 88             | II                         |
| 39      | Ytri          | Y               | 89             | III                        |
| 40      | Zirconi       | Zr              | 91             | IV                         |
| 41      | Niobi         | Nb              | 93             | V                          |
| 42      | Molybden      | Mo              | 96             | II, III, IV, VI            |
| 43      | Techneti      | Tc              | 99             | III, IV, VII               |
| 44      | Rutheni       | Ru              | 101            | II, III, IV                |
| 45      | Rhodi         | Rh              | 103            | II, III, IV                |
| 46      | Paladi        | Pd              | 106            | II, IV                     |
| 47      | Bạc           | Ag              | 108            | I                          |
| 48      | Cadmi         | Cd              | 112            | II                         |
| 49      | Indi          | In              | 114            | I, III                     |
| 50      | Thiếc         | Sn              | 119            | II, IV                     |
| 51      | Antimon       | Sb              | 122            | III, V                     |
| 52      | Teluri        | Te              | 128            | II, IV, VII                |
| 53      | Iod           | I               | 127            | I, III, V, VII             |
| 54      | Xenon         | Xe              | 131            |                            |
| 55      | Caesi         | Cs              | 133            | I                          |
| 56      | Bari          | Ba              | 137            | II                         |
| 57      | Lanthan       | La              | 139            | III                        |
| 58      | Ceri          | Ce              | 140            | III, IV                    |
| 59      | Praseodymi    | Pr              | 141            | III, IV                    |
| 60      | Neodymi       | Nd              | 144            | II, III, IV                |
| 61      | Promethi      | Pm              | 145            | III                        |
| 62      | Samari        | Sm              | 150            | II, III                    |
| 63      | Europi        | Eu              | 152            | II, III                    |
| 64      | Gadolini      | Gd              | 157            | III                        |
| 65      | Terbi         | Tb              | 159            | III, IV                    |
| 66      | Dysprosi      | Dy              | 162,5          | III, IV                    |
| 67      | Holmi         | Ho              | 165            | III                        |
| 68      | Erbi          | Er              | 167            | III                        |
| 69      | Thuli         | Tm              | 169            | III                        |
| 70      | Ytterbi       | Yb              | 173            | II, III                    |
| 71      | Luteti        | Lu              | 175            | III                        |
| 72      | Hafni         | Hf              | 178            | IV                         |
| 73      | Tantal        | Ta              | 181            | V                          |
| 74      | Wolfram       | W               | 184            | II, VI                     |
| 75      | Rheni         | Re              | 186            | III, IV, VII               |
| 76      | Osmi          | Os              | 190            | II, III, IV, VI            |
| 77      | Iridi         | Ir              | 192            | II, III, IV                |
| 78      | Platin        | Pt              | 195            | II, IV                     |
| 79      | Vàng          | Au              | 197            | I, II, III                 |
| 80      | Thủy ngân     | Hg              | 201            | I, II                      |
| 81      | Thali         | Tl              | 204            | I, III                     |
| 82      | Chì           | Pb              | 207            | II, IV                     |
| 83      | Bismuth       | Bi              | 209            | III, V                     |
| 84      | Poloni        | Po              | 209            | II, IV, VI                 |
| 85      | Astatin       | At              | 210            | I, III, V, VII             |
| 86      | Radon         | Rn              | 222            | II, IV                     |
| 87      | Franci        | Fr              | 223            | I                          |
| 88      | Radi          | Ra              | 226            | II                         |
| 89      | Actini        | Ac              | 227            | III                        |
| 90      | Thori         | Th              | 232            | IV                         |
| 91      | Protactini    | Pa              | 231            | IV, V                      |
| 92      | Urani         | U               | 238            | IV, VI                     |
| 93      | Neptuni       | Np              | 237            | IV, V, VI                  |
| 94      | Plutoni       | Pu              | 244            | IV, V, VI                  |
| 95      | Americi       | Am              | 243            | IV, V, VI                  |
| 96      | Curi          | Cm              | 247            | III                        |
| 97      | Berkeli       | Bk              | 247            | III, IV                    |
| 98      | Californi     | Cf              | 251            | III                        |
| 99      | Einsteini     | Es              | 252            | III                        |
| 100     | Fermi         | Fm              | 257            | III                        |
| 101     | Mendelevi     | Md              | 258            | II, III                    |
| 102     | Nobeli        | No              | 259            | II, III                    |
| 103     | Lawrenci      | Lr              | 262            | III                        |
| 104     | Rutherfordi   | Rf              | 267            | IV                         |
| 105     | Dubni         | Db              | 268            | V                          |
| 106     | Seaborgi      | Sg              | 269            | VI                         |
| 107     | Bohri         | Bh              | 270            | VII                        |
| 108     | Hassi         | Hs              | 269            | VIII                       |
| 109     | Meitneri      | Mt              | 278            | II, III, IV                |
| 110     | Darmstadti    | Ds              | 281            | II, IV                     |
| 111     | Roentgeni     | Rg              | 282            | I                          |
| 112     | Copernici     | Cn              | 285            | II                         |
| 113     | Nihoni        | Nh              | 286            | I, III                     |
| 114     | Flerovi       | Fl              | 289            | II, IV                     |
| 115     | Moscovi       | Mc              | 290            | III, V                     |
| 116     | Livermori     | Lv              | 293            | II, IV, VII                |
| 117     | Tennessine    | Ts              | 294            | I, III, V, VII             |
| 118     | Oganesson     | Og              | 294            | II, IV                     |

Còn đây là hóa trị của một số nhóm nguyên tử quan trọng:
| Nhóm nguyên tử  | Kí hiệu | Hóa trị | Phân tử khối | Acid tương ứng     | Acid tương ứng | Acid tương ứng |
| --------------- | ------- | ------- | ------------ | ------------------ | -------------- | -------------- |
| Hydroxide       | OH      | I       | 17           | Tên acid           | Kí hiệu        | Phân tử khối   |
| Nitrat          | NO3     | I       | 62           | Acid nitric        | HNO3           | 63             |
| Chloride        | Cl      | I       | 35,5         | Acid hydrochloric  | HCl            | 36,5           |
| Carbonat        | CO3     | II      | 60           | Acid carbonic      | H2CO3          | 62             |
| Hydrocarbonat   | HCO3    | I       | 61           | Acid carbonic      | H2CO3          | 62             |
| Sulfat          | SO4     | II      | 96           | Acid sulfuric      | H2SO4          | 98             |
| Hydrosulfat     | HSO4    | I       | 97           | Acid sulfuric      | H2SO4          | 98             |
| Sulfide         | S       | II      | 32           | Acid sulfidehydric | H2S            | 34             |
| Hydro sulfide   | HS      | I       | 33           | Acid sulfidehydric | H2S            | 34             |
| Phosphat        | PO4     | III     | 95           | Acid phosphoric    | H3PO4          | 98             |
| Hydrophosphat   | HPO4    | II      | 96           | Acid phosphoric    | H3PO4          | 98             |
| Dihydrophosphat | H2PO4   | I       | 97           | Acid phosphoric    | H3PO4          | 98             |
| Sulfide         | SO3     | II      | 80           | Acid sunfurơ       | H2SO3          | 82             |
| Hydro sulfide   | HSO3    | I       | 81           | Acid sunfurơ       | H2SO3          | 82             |
| Silicat         | SiO3    | II      | 76           | Acid silicic       | H2SiO3         | 78             |
| Acetat          | CH3COO  | I       | 59           | Acid acetic        | CH3COOH        | 60             |
| Aluminat        | AlO2    | I       | 59           | Acid aluminic      | HAlO2          | 60             |
| Zincat          | ZnO2    | II      | 97           | Acid zincic        | H2ZnO2         | 99             |
| Nitrit          | NO2     | I       | 46           | Acid nitrơ         | HNO2           | 47             |
| Etylat          | C2H5O   | I       | 45           | Rượu etylic        | C2H5OH         | 46             |
| Bromide         | Br      | I       | 80           | Acid hydrobromic   | HBr            | 81             |
| Permanganat     | MnO4    | I       | 119          | Acid permanganic   | HMnO4          | 120            |
| Chrommat        | CrO4    | II      | 116          | Acid chromic       | H2CrO4         | 118            |